# Mohair

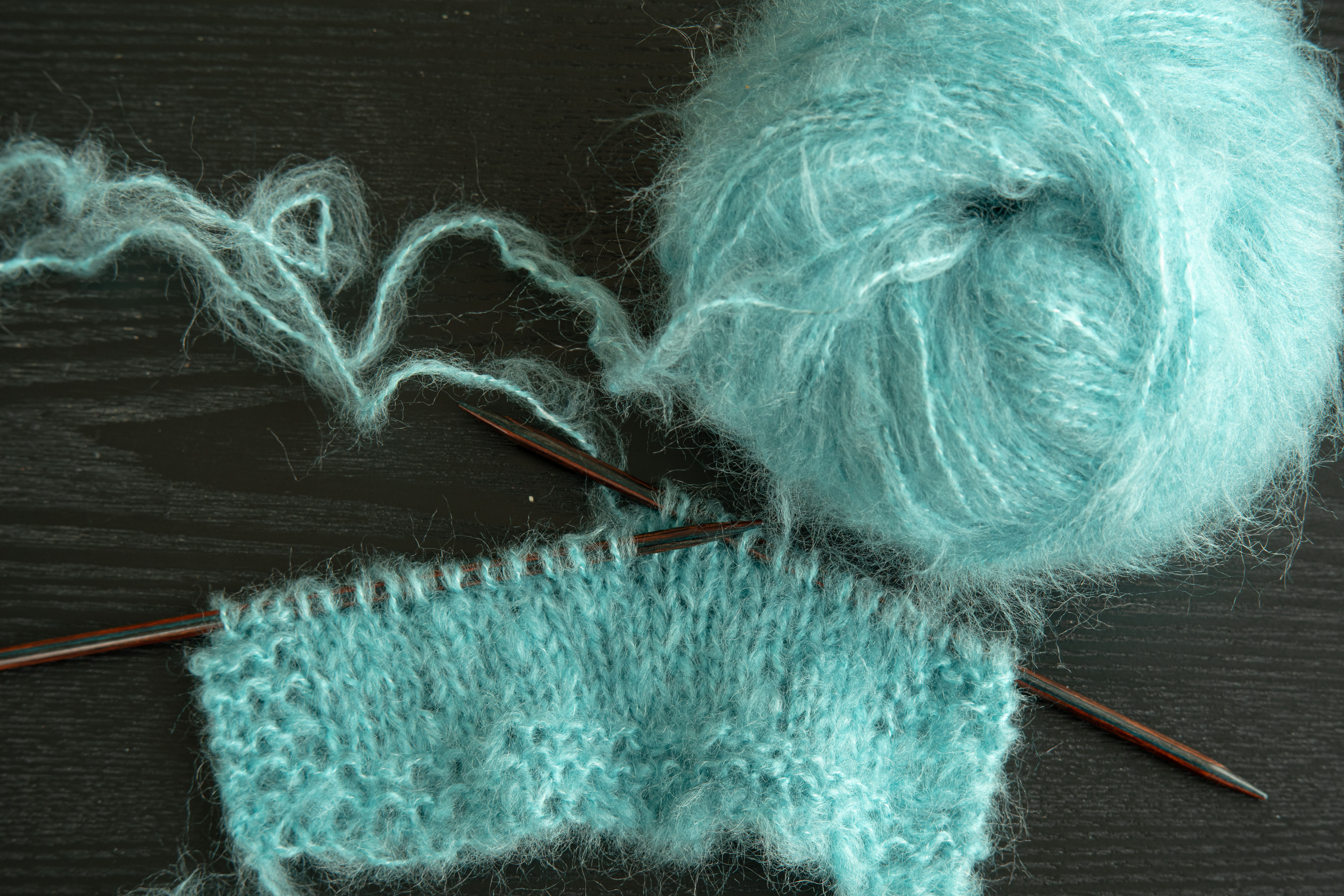
Mohair

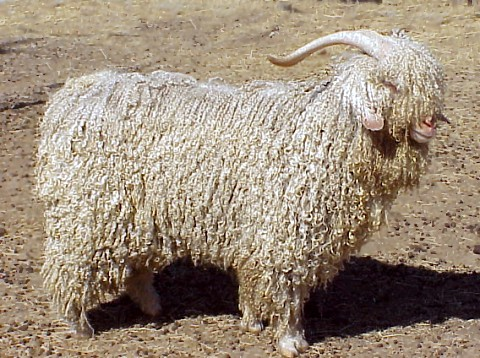
Angorageit

Mohair is de wol van de angorageit, niet te verwarren met angorawol, afkomstig van het angorakonijn.
De angorageiten, en vooral de jongere, hebben zijde-achtig glanzend haar, de mohair, die wordt gebruikt voor de meer luxueuze weefsels. Er worden jassen, truien, sjaals, mutsen, vesten, kostuums en luxe dekens uit vervaardigd. Deze wol wordt ook verwerkt in tapijten.
- Gemeinsame Normdatei: 4381505-4
- National Archives and Records Administration: 10647045